# Svante Hildeman
Karl Olof Svante Hildeman, född 11 juni 1995, är en svensk fotbollsmålvakt som spelar för Landskrona BoIS. 

## Karriär
Hildeman är uppväxt i Åhus och började spela fotboll i Åhus Horna BK. Han spelade som ung även för Yngsjö IF innan han gick till Kristianstads FF:s juniorlag.
Hildeman debuterade för Kristianstads FF i Division 1 Södra 2014. Han fick möjligheten att debutera eftersom förstemålvakten i klubben blev avstängd på grund av en muthärva. Efter säsongen så tränade Hildeman med Höllviken där han bröt sitt finger. På grund av att en remiss av misstag aldrig skickades så läkte hans finger felaktigt. Detta ledde till att Hildeman slutade spela fotboll och han trodde att hans karriär var över.

### Torns IF
Efter en lyckad operation så började Hildeman träna med Torns IF under 2018. Säsongen 2019 debuterade han för Torns IF och spelade 15 matcher för klubben i Division 1 Södra, då han delade målvaktspositionen med Felix Jakobsson. Säsongen 2020 stod han i mål 29 seriematcher för klubben och efter säsongen så utsågs han till Årets målvakt i Division 1.

### Landskrona BoIS
Den 23 december 2020 värvades Hildeman av Landskrona BoIS, där han skrev på ett tvåårskontrakt. Den 11 september 2021 gjorde Hildeman sin Superettan-debut i en 2–1-vinst över GAIS. I oktober 2022 förlängde han sitt kontrakt med ett år. I september 2023 förlängde Hildeman sitt kontrakt med ytterligare ett år.